# 郑村和义堂
和义堂，俗称“翰林院”，位于中国安徽省黄山市歙县郑村镇郑村西溪，是一座规模宏大、保存完整、用工精美的徽州官宅。
和义堂建于清乾隆四十五年（1780年），是同治年间翰林汪运錀的故居。建筑规模很大，占地2.42亩，分东中西三路，有十五厅堂、十七天井、四十一道门、正偏房间七十六间。和义堂以汪运鏊(1814-1898)兴办的私塾著称，民间称为翰林院，在咸丰、同治、光绪三朝出了很多进士、举人、名医、画家等许多名人。如汪运錀、汪宗沂、汪恩湄、汪律本等。
2012年6月21日，和义堂公布为第六批安徽省文物保护单位。
2021年，由安徽省文物局批准，郑村镇政府进行和义堂维修补充（账房、后西偏屋）修复工程。  